# 太刀川平治
太刀川 平治（たちかわ へいじ、1877年〈明治10年〉4月7日 - 1966年〈昭和41年〉2月15日）は、日本の逓信官僚、電気技術者、電気工学者。工学博士。元東京電燈研究所長・技師長・常務取締役工務部長、元東京電力顧問。電気学会名誉員。

## 略歴
新潟県古志郡長岡表五ノ町（現 長岡市表町4丁目）の薬種商・太刀川善蔵の四男として出生。
新潟県尋常中学校を経て、1899年（明治32年）7月に第一高等学校を卒業、1902年（明治35年）7月に東京帝国大学工科大学電気工学科を優等で卒業、恩賜の銀時計を下賜された。
1902年（明治35年）7月に逓信省電気試験所に技手として入所、1903年（明治36年）12月に一年志願兵として陸軍歩兵第1連隊に入隊、日露戦争に応召、1905年（明治38年）6月に陸軍歩兵少尉に任官、戦後、逓信省を退官。
1906年（明治39年）2月にアメリカに私費で渡航、西部の電気事業を視察、同年4月から1908年（明治41年）4月までアメリカ合衆国ニューヨーク州スケネクタディのゼネラル・エレクトリック社の電機工場で研鑽を積んだ。
日本への帰途、アメリカおよびヨーロッパの電気事業を視察、1908年（明治41年）10月に帰国後、三菱合資会社神戸三菱造船所の電機工場に勤務、1910年（明治43年）に電機工場主任に就任。
1911年（明治44年）11月に猪苗代水力電気の設立にあたって電気課長に就任、1914年（大正3年）の福島県猪苗代第一発電所から東京府田端変電所までの長距離特別高圧送電工事で技師長として発電所、鉄塔、送電線などを設計。
1920年（大正9年）7月から1921年（大正10年）1月までアメリカおよびカナダの水力発電の調査に派遣された。
1921年（大正10年）9月に農商務省工業品規格統一調査会委員に就任、東京帝国大学工学部電気工学科講師に就任、1923年（大正12年）4月に猪苗代水力電気が東京電燈に合併されると東京電燈理事・研究所長に就任。
1924年（大正13年）に海軍中将山内万寿治男爵が大分県速見郡朝日村（現 別府市）の坊主地獄付近で行っていた地熱利用のための事業を引き継ぎ、1925年（大正14年）11月13日に日本で最初の地熱発電に成功。
1926年（大正15年）12月に東京電燈技師長に就任、1927年（昭和2年）2月に工務部長に就任、12月に取締役工務部長に就任、1928年（昭和3年）1月に第15代電気学会会長に就任。
1930年（昭和5年）6月に東京電燈常務取締役に就任、1933年（昭和8年）11月に常務取締役を退任して平取締役となり、1936年（昭和11年）12月に東京電燈を退職、1938年（昭和13年）5月に電気庁参与に就任。
東京電燈取締役の時から東京湾電気取締役、関東水力電気取締役、大井川電力取締役、東信電気監査役、東光電気監査役などを兼任、1948年（昭和23年）5月に関東電気工事監査役に就任、東京電力顧問に就任。
1966年（昭和41年）2月15日午後1時25分に東京都新宿区信濃町の東京電力病院で老衰のため死去、87歳没。

## 業績・人物
安川第五郎によると、太刀川平治は非常に優れた技術者で、安川第五郎と親しかった東京帝国大学の同期の安蔵弥輔は、猪苗代水力電気で技師長の太刀川平治のもとで働いていて、太刀川平治とともに東京電燈へ移ったという。
高井亮太郎によると、太刀川平治は日本で最初に懸垂がいしを使用した送電線を建設運用して特別高圧送電技術の基盤を築き、後進の技術者の育成にも努め、寡黙勤勉で剛情な中にも温か味があり、部下たちから懐かれていたという。
太刀川平治によると、「猪苗代のときがいちばんおもしろかった」という。

## 栄典・表彰
- 1940年（昭和15年）8月15日 - 紀元二千六百年祝典記念章[25]
- 1943年（昭和18年）6月00 0 - 逓信大臣感謝状[2]
- 1955年（昭和30年）11月3日 - 藍綬褒章「早くから電気事業に従事し明治43年わが国最初の超高圧長距離電線の建設に寄与してより今日にいたるまでよく送電変電配電に関する技術の向上指導に尽瘁」[26]
- 1964年（昭和39年）11月3日 - 勲四等瑞宝章[27]
- 1966年（昭和41年）2月15日 - 従五位[28]

## 家族・親戚
- 太刀川平蔵 - 次兄、薬種商。1899年（明治32年）に家督を相続し、太刀川善蔵を襲名。
- 太刀川恭治 - 三男、金属工学者、超伝導材料研究者、物質・材料研究機構特別名誉研究員、東海大学名誉教授。
- 富井政章 - 岳父。
- 富井周 - 義弟、妻の弟。
- 広沢弁二 - 義兄、姉の夫。
- 植村甲午郎 - 義弟、妻の妹の夫、第3代経団連会長。

## 著作物

### 著書
- 『特別高壓送電線路ノ硏究』丸善、1921年。
  - 『特別高壓送電線路ノ硏究』増補第2版、丸善、1924年。
- 『米國ノ水力電氣』電気之友社、1923年。
- 『農村と電氣』丸善、1926年。
- 『電氣の災害に就て』電気協会、1927年。
- 『地熱發電の硏究』日本動力協会、1930年。
- 『電力の話』オーム社、1937年。

#### 遺稿
- 『落葉集 太刀川平治遺稿』堀貞治[編]、太刀川眞治（私家版）、1967年。